# Cichlasoma festae
Cichlasoma festae és una espècie de peix de la família dels cíclids i de l'ordre dels perciformes.

## Morfologia
Els mascles poden assolir els 25 cm de longitud total.

## Distribució geogràfica
Es troba des del riu Esmeraldas (Equador) fins al riu Tumbes (Perú).